# 湘桂走廊
湘桂走廊是位于湖南省与广西壮族自治区之间的狭长平原。湘桂走廊被夹在南岭的越城岭与海洋山之间，自古就是中原通向岭南的交通要道。从前湘桂走廊重要交通是河运，有灵渠连通湘江和漓江。现在的湘桂走廊里有湘桂铁路、322国道等重要交通线。
湘桂走廊中的主要市县有祁东、祁阳、永州、东安、双牌、全州、兴安、灵川、桂林、永福等。